# Tenebrae
Tenebrae est une œuvre pour orchestre de John Pickard, composée en 2008-2009 en hommage à Carlo Gesualdo, prince italien et compositeur de madrigaux.
La partition est basée sur le second Nocturne des Tenebrae Responsoria de Gesualdo, publiés en 1611.

## Composition

### Inspiration
John Pickard présente lui-même les circonstances de la composition de sa partition : 

« Le mot latin « Tenebrae » est riche de sens, mais désigne également un office religieux de l'église chrétienne associée à la semaine sainte. Se déroulant la nuit, la liturgie se caractérise par l'extinction graduelle des cierges jusqu'à l'obscurité complète. Bien que ma pièce ne cherche pas à établir des liens avec la religion, elle prend comme point de départ un fragment de la seconde des Tenebrae Responsoria pour le jeudi saint de Gesualdo, Tristis est anima mea. Le passage, avec sa séquence harmonique étrange qui semble descendre à l'infini constitue la base de presque tout le matériau musical et subit de nombreuses transformations tout au long du déroulement de la pièce. »

L’œuvre se divise « en deux parties de dimensions à peu près égales dans lesquelles la tension parvient à un apogée violent avant de retomber. La seconde partie reprend le caractère d'une passacaille libre basée sur une combinaison d'un fragment de Tristis est anima mea et d'une mélodie rappelant une berceuse d'abord exposée par les altos ».

### Orchestration
L'orchestre, de grandes dimensions, accorde une importance aux instruments au registre grave comme la flûte alto, le hautbois baryton, la clarinette contrebasse, avec deux contrebassons et deux tubas (dont un tuba contrebasse).

## Création
Tenebrae a été composé pour l'orchestre symphonique de Norrköping qui, sous la direction de Martyn Brabbins, en assure la création le 25 mars 2010.

## Postérité
De par sa date de création, Tenebrae n'est pas mentionné par le musicologue américain Glenn Watkins dans The Gesualdo Hex (« Le sortilège de Gesualdo ») parmi les œuvres de musique contemporaine, très nombreuses (plus de quatre-vingt partitions), adaptées ou inspirées par le prince compositeur italien.
En 2013, John Pickard compose Sixteen Sunrises : « après Tenebrae qui est une méditation sur la noirceur,  j'ai voulu écrire quelque chose de complètement contrasté, la remplir de lumière. L'un des débuts les plus rayonnants en musique est le commencement de Lohengrin de Wagner. J'ai ainsi pris la liberté « d’emprunter » l'accord en la majeur aux cordes (et rien d’autre) du début de l'oeuvre et de l'envoyer dans des directions totalement différentes ».

## Discographie
- John Pickard : Piano Concerto, Sea Change et Tenebrae par le Norrköping Symphony Orchestra (mars 2010 et décembre 2011, BIS CD-1873, 2012)

### Monographies
- (en) Glenn Watkins, The Gesualdo Hex : music, myth, and memory, New York, W. W. Norton, 2010, 384 p. (ISBN 978-0-393-07102-3)